# 吳鼎 (乾隆經學)
吳鼎（生年不詳—卒年不詳），字尊彞，江蘇省常州府金匱縣人。清朝政治人物、經學家，專長《易經》。

## 生平
乾隆九年（1744年）舉人。
乾隆十六年（1751年）受汪由敦舉薦經學進士。授國子監司業。
薦擢翰林院侍講學士。轉侍讀學士。
大考降左春坊左贊善。
遷翰林院侍講，隨即休致。
著《十家易象集說》九十卷。搜集宋俞琰、元龍仁夫、明來知德等十家易經學說，以繼李鼎祚、董楷之後。
專攻陳建《學蔀通辨》而作《東莞學案》。兄吳鼐。

## 著作
- 《易例舉要》二卷
- 《十家易象集說》九十卷
- 《東莞學案》